# Tałant Dżekszenow
Tałant Dżekszenow (ur. 2 marca 1982) – kirgiski zapaśnik walczący w stylu wolnym. Pięciokrotny uczestnik mistrzostw świata, dziewiąty w 2005. Piąty na igrzyskach azjatyckich w 2006. Brązowy medal na igrzyskach centralnej Azji w 1999 i na mistrzostwach Azji w 2006 roku.